# Episodi di Hawaii Five-0 (decima stagione)
La decima e ultima stagione della serie televisiva Hawaii Five-0 viene trasmessa in prima visione assoluta negli Stati Uniti d'America da CBS dal 27 settembre 2019 al 3 aprile 2020.
In Svizzera la 1ª parte (ep. 1-12) venne trasmessa dal 5 maggio 2020 al 21 luglio su RSI LA1, la 2ª parte (ep. 13-22) venne trasmessa dal 3 novembre 2020 al 1º dicembre 2020.
In Italia la 1ª parte (ep. 1-7) venne trasmessa dal 17 agosto al 20 settembre 2020 su Rai 2, invece la 2ª parte (ep. 8-22)
venne trasmessa dal 7 giugno al 6 settembre 2021. Gli episodi rimanenti (8-22), in Italia sono stati pubblicati interamente il 14 dicembre 2020 su Prime Video in lingua inglese, con i sottotitoli in italiano.
| nº | Titolo originale | Titolo italiano             | Prima TV USA      | Prima TV Italia   |
| -- | --- | --------------------------- | ----------------- | ----------------- |
| 1  | Ua 'eha ka 'ili i ka maka o ka ihe (The Skin Has Been Hurt by the Point of the Spear)                                              | Indagine congiunta          | 27 settembre 2019 | 17 agosto 2020    |
| 2  | Kuipeia e ka makani apaa (Knocked Flat by the Wind; Sudden Disaster)                                                               | Paura in galleria           | 4 ottobre 2019    | 23 agosto 2020    |
| 3  | E uhi ana ka wa I hala I na mea I hala (Passing Time Obscures the Past)                                                            | Il mistero in fondo al mare | 11 ottobre 2019   | 24 agosto 2020    |
| 4  | Ukuli'i ka pua, onaona i ka mau'u (Tiny Is the Flower, Yet It Scents the Grasses Around It)                                        | La super-spia               | 18 ottobre 2019   | 30 agosto 2020    |
| 5  | He 'oi'o kuhihewa; he kaka ola i 'ike 'ia e ka makaula (Don't Blame Ghosts and Spirits for One's Troubles; a Human Is Responsible) | Brividi e mistero           | 25 ottobre 2019   | 31 agosto 2020    |
| 6  | A'ohe pau ka 'ike i ka halau ho'okahi (All Knowledge Is Not Learned in Just One School)                                            | Influencer                  | 1º novembre 2019  | 13 settembre 2020 |
| 7  | Ka 'i'o (DNA) | Nella tela del ragno        | 8 novembre 2019   | 20 settembre 2020 |
| 8  | Ne'e aku, ne'e mai ke one o Punahoa (That Way and This Way Shifts the Sand of Punahoa)                                             | L'uomo misterioso           | 15 novembre 2019  | 7 giugno 2021     |
| 9  | Ka la'au kumu 'ole o Kahilikolo (The Trunkless Tree of Kahilikolo)                                                                 | Ringraziamento con delitto  | 22 novembre 2019  | 14 giugno 2021    |
| 10 | O 'oe, a 'owau, nalo ia mea (You and Me; It Is Hidden)                                                                             | Rivalità                    | 6 dicembre 2019   | 21 giugno 2021    |
| 11 | Ka i ka 'ino, no ka 'ino (To Return Evil for Evil)                                                                                 | La verità                   | 13 dicembre 2019  | 28 giugno 2021    |
| 12 | Ihea 'oe i ka wa a ka ua e loku ana? (Where Were You When the Rain Was Pouring?)                                                   | Lavoro da spie              | 3 gennaio 2020    | 5 luglio 2021     |
| 13 | Loa‘a pono ka ‘iole i ka punana (The Rat Was Caught Right in the Nest)                                                             | Una lunga partita a golf    | 10 gennaio 2020   | 12 luglio 2021    |
| 14 | I ho'olulu, ho'ohulei 'ia e ka makani (There Was a Lull, And Then The Wind Began to Blow About)                                    | Passaggio fatale            | 31 gennaio 2020   | 19 luglio 2021    |
| 15 | He waha kou o ka he'e (Yours Is The Mouth of an Octopus)                                                                           | Lo scambio                  | 7 febbraio 2020   | 9 agosto 2021     |
| 16 | He kauwa ke kanaka na ke aloha (Man is a Slave of Love)                                                                            | Schiavi d'amore             | 14 febbraio 2020  | 23 agosto 2021    |
| 17 | He kohu puahiohio i ka ho‘olele i ka lepo i luna (Like a Whirlwind, Whirling the Dust Upward)                                      | Il manoscritto              | 21 febbraio 2020  | 23 agosto 2021    |
| 18 | Nalowale i ke ‘ehu o he kai (Lost in the Sea Sprays)                                                                               | Il pastore e i pirati       | 28 febbraio 2020  | 30 agosto 2021    |
| 19 | E ho‘i na keiki oki uaua o na pali (Home Go the Very Tough Lads of the Hills)                                                      | Un passato scomodo          | 6 marzo 2020      | 30 agosto 2021    |
| 20 | He puhe‘e miki (A Gripping Cuttlefish)                                                                                             | Ricordi                     | 13 marzo 2020     | 6 settembre 2021  |
| 21 | A 'ohe ia e loa'a aku, he ulua kapapa no ka moana (He cannot be caught for he is an ulua fish of the deep ocean)                   | Messaggio in codice         | 27 marzo 2020     | 6 settembre 2021  |
| 22 | Aloha (Goodbye) | Aloha (arrivederci)         | 3 aprile 2020     | 6 settembre 2021  |

## Indagine congiunta
- Titolo originale: Ua 'eha ka 'ili i ka maka o ka ihe (The Skin Has Been Hurt by the Point of the Spear)
- Diretto da: Duane Clark
- Scritto da: Peter M. Lenkov

### Trama
Negli uffici Five-0, Lou uccide Azra, la moglie di Omar Hassan, ma non prima che Jerry venga colpito. Mentre si sta riprendendo in ospedale, Jerry inizia a pensare di passare ad altre cose e in seguito lascia la squadra. Mentre sono fuori servizio, Junior e Tani assistono a un omicidio su commissione di un leader della triade cinese, ma il sicario riesce a scappare. Poi scoprono che anche l'ufficiale di polizia militare Quinn Liu sta cercando il sospettato. La squadra rintraccia un'auto rubata in un magazzino, ma il sicario si suicida prima di poterlo arrestare. Adam incontra i leader della Yakuza per capire chi c'è dietro l'omicidio, ma arriva il complice del sicario e tenta di uccidere Masuda, uno dei leader.
- Guest star: Katie Wee (Brooke), Paul S.W. Lee (dottore Paulson), Eddie Anderson (comandante SWAT), Rob Morrow (Cullen), Roland Nip (Zhang), Wes Zane (boss Yakuza), Hank Holliday (sindaco), Grace Lee (conduttore Tv), Dennis Takeshita (boss Yakuza #2), Lehua Kalima (cantante #1), Ryan Souza (cantante #2).
- Ascolti Italia: telespettatori 977 000 – share 5,10%[4]

## Paura in galleria
- Titolo originale: Kuipeia e ka makani apaa (Knocked Flat by the Wind; Sudden Disaster)
- Diretto da: Karen Gaviola
- Scritto da: Talia Gonzalez e Bisanne Masoud

### Trama
Tani e Junior vengono inavvertitamente intrappolati mentre cercano di salvare i civili all'interno di un tunnel crollato. McGarrett scopre che il crollo è stato progettato per consentire la fuga di Jackson Wilcox, il più noto trafficante di metanfetamine al di fuori del Mississippi. Facendo entrare Eddie in galleria, Steve la squadra esterna salvano le persone intrappolate, mentre il resto della squadra e Quin riescono a arrestare Jackson e i suoi complici. Intanto Eddie fiuta una bomba all'interno della casa di McGarrett, il quale chiama gli artificieri per indagare, ma non hanno indizi su chi possa averla piazzata.
- Guest star: Brook Kerr (Carol), Josh Braaten (Nate), Marc Menchaca (Jackson Wilcox), Leith Burke (vicedirettore Keawe), Lana McKissack (Luana), Ray Oda (Ano), Jason Dirden (Akoni), Lionel Fase (guardia #1), Hubert Brown II (lavoratore HTA), Angela Lanaris (studente College #1), Lyric Medeiros (studente College #2), Jason New (Mike Wilcox), Todd Biggerstaff (Red), Manuel Uriza (Moreno), Duncan Kamakana (Private Kamaka),, Maile Holck (Shinoya), Matthew A. Chapman (agente James), Mario Quezada (Fuller), Kendu Young (Opunui), Kate Tobia (Shayla Wilcox).
- Ascolti Italia: telespettatori 1 008 000 – share 5,10%[5]

## Il mistero in fondo al mare
- Titolo originale: E uhi ana ka wa I hala I na mea I hala (Passing Time Obscures the Past)
- Diretto da: Brad Turner
- Scritto da: Matt Wheeler e David Wolkove

### Trama
La Five-0 indaga sull'omicidio del subacqueo Jay Kahale, scoperto all'interno del relitto dell'aereo di linea 912 abbattuto nel 1983. Il team scopre online teorie del complotto riguardanti l'incidente. Lou e Tani parlano con un gestore dei siti, Tim Pollock, che rivela che un utente ha alimentato cospirazioni sull'incidente. La squadra scopre che bordo dell'aereo ci sono diamanti rubati lo stesso giorno da un passeggero, il vero motivo dell'omicidio, arrestano Sara la partner di Jay e Joe il fratello del ladro morto sull'aereo, che li aveva reclutati, per poi essere tradito, ma Adam scopre che la scatola nera dell'aereo è stata cancellata, lasciando irrisolto il mistero dell'incidente. Steve e Quinn, collaborano per la soluzione del primo caso, pedinando Cullen l'uomo coinvolto, ma la ragazza viene arrestata dalla polizia militare per riciclaggio di denaro dopo che le è stato offerto di unirsi alla Task Force Five-0. Dopo che McGarrett affronta Cullen, e lui rientra in casa esplode con lui dentro, uccidendolo, facendo capire a Steve che l'uomo era solo una pedina.
- Guest star: Rob Morrow (Wes Cullen), Cullen Douglas (Joe Ennis), Allison Caetano (Sara), Asante Jones (capitano Kane), Brandon Karrer (Kai), Jessika Lawrence (Rosemary), Haylee Kam (assistente di volo), Stephen Full (Pollack), Judy Nguyen (tecnico #1), Joshua Han (tecnico #2), Eddie Anderson (capitano SWAT).
- Ascolti Italia: telespettatori 1 242 000 – share 6,00%[6]

## La super-spia
- Titolo originale: Ukuli'i ka pua, onaona i ka mau'u (Tiny Is the Flower, Yet It Scents the Grasses Around It)
- Diretto da: Peter Weller
- Scritto da: Zoe Robyn

### Trama
La Five-0 indaga sul tentato rapimento della studentessa liceale Yumi Chun; ma la polizia trova i rapitori uccisi dentro il furgone della banda, senza trovare prove di riscatto. Il gruppo risale alla ragazza dalle fibre della gonna della sua uniforme. Tani e Quin al suo primo giorno in squadra, interrogano la ragazza, solo in seguito scopriranno che in realtà è un'agente nordcoreana, che riesce a fuggire, dopo che la scientifica ha scoperto che il killer è alto quanto lei, capendo che oltre a non avere i genitori è una donna adulta, i rapitori, pensavano che dalla scuola che frequentava fosse di famiglia ricca, non sapendo chi fosse realmente. Dalle amicizie scolastiche della ragazza, trovano la figlia di un generale ed è entrata nel suo computer per rubare informazioni e che Yumi è stata mandata alle Hawaii per riportare un disertore, Jae-Sung in Corea. Tani e Junior raggiungono Jae, ma Yumi l'ha trovato e ucciso la scorta e li ricatta, ma con l'aiuto di Aaron Wright riescono a impedire a Chun di divulgare documenti top secret e Tani la uccide. McGarrett porta Eddie dal veterinario dopo essere stato attaccato da un altro cane e più tardi va ad un appuntamento con il veterinario che ha curato Eddie, Emma Okino.
- Guest star: Joey Lawrence (Aaron Wright), Kirstin Leigh (Yumi Chun), Robert M. Lee (Jae-Sung), Michael Chapman (Gary), Lee Anne Kuper (agente Kama), Johnny Bahng (agente Melekaua), Kevin E. West (Maggiore generale Avea), Jana Park Moore (tecnico CID Sakai), Christopher J. Lopez (tenente Thompson), Michael Hasegawa (direttore dell'edificio).
- Ascolti Italia: telespettatori 1 260 000 – share 6,50%[7]

## Brividi e mistero
- Titolo originale: He 'oi'o kuhihewa; he kaka ola i 'ike 'ia e ka makaula (Don't Blame Ghosts and Spirits for One's Troubles; a Human Is Responsible)
- Diretto da: Yangzom Brauen
- Scritto da: Rob Hanning e Zoe Robyn

### Trama
Alle Hawaii è Halloween e la Five-0 sta lavorando a due casi: l'omicidio di una donna anziana, Edith Lahela, assassinata in un tentativo di rapina andato storto, e il ritrovamento del corpo di una vittima di rapimento, Lana Nakua. Grover, Adam e Tani scoprono che uno dei rapinatori è stato ucciso, mentre l'altro è stato portato delirante in ospedale, ripetendo di un mostro, la squadra scopre che Edith era una suora che da oltre 20 anni, aveva adottato il figlio della madre superiora Decosta, Kimo, che aveva rinchiuso nel suo seminterrato per proteggerlo dal mondo esterno a causa della sua deformità. Con l'aiuto di Max Bergman, tornato in visita dall'Africa con il figlio adottivo Tunde, convincono Kimo a mostrarsi, portando anche Decosta per convincerlo. Steve e Junior scoprono che qualcuno ha rubato il corpo di Lana dall'obitorio, e più tardi trovano due dei sospetti originali nel suo caso, Todd Hughes e Remy Mitchell, assassinati nelle loro case con le iniziali di Nakua scritte con il sangue vicino a loro. Concludono che il terzo sospetto, Zach Wyatt, non è stato trovato assassinato e che è lui l'assassino nonché colui che ha orchestrato il furto del corpo di Lana, i due riescono a trovarlo e salvarlo da Emily la sorella della vittima, in cerca di vendetta, arrestando alla fine entrambi .
- Guest star: Shawn Makuahi Garnett (Flippa), Masi Oka (dottore Max Bergman), Lori Pelenise Tuisano (principessa), Jonny Berryman (Tunde), Lisa Kaminir (madre superiore Decosta), Iris Wilhelm-Norseth (sorella di Laureta), Derek Mears (Kimo), Keely Nakama (Emily), Alex Kingi (Zach), Blossom Lam Hoffman (Edith), Keli'I Aoyagi (Robber), Pono Lundell (Vampire), Hayley Walters (Mummy), Gianna-Mei Faitau-Pagaduan (amazzone), Ernest Bailey (Guardia di sicurezza), Tavita Woodward (HPD Kanae), Mileka Lincoln (conduttore Tv).
- Ascolti Italia: telespettatori 1 108 000 – share 4,90%[8]

## Influencer
- Titolo originale: A'ohe pau ka 'ike i ka halau ho'okahi (All Knowledge Is Not Learned in Just One School)
- Diretto da: Karen Gaviola
- Scritto da: Duppy Demetrius

### Trama
La Five-0 si occupa di due casi, uno riguarda un veicolo autonomo che trasportava cocaina coinvolto in una rapina mordi e fuggi, il secondo invece riguarda una donna anziana assassinata nel suo appartamento. Steve, Danny, Grover, Junior e Adam scoprono che i veicoli autonomi appartenevano a un'azienda tecnologica gestita da Julia Wahea e chiunque abbia utilizzato i suoi veicoli ha utilizzato il suo login per accedervi. Tani e Quinn indagano sul caso dell'anziana donna assassinata. Gli influencer dei social media Scooter e Skeez partecipano alla realizzazione di un video di reclutamento HPD. Il video di reclutamento di Scooter e Skeez diventa un successo.
- Guest star: Shawn Mokuahi Garnett (Flippa), Tom Allen (Scooter), John Parr (Skeez), Sophie Oda (Julia), Greg Cromer (Brent), Linda Montana (Rose), Ryan Sypek (Todd), Liana Green Wright (Emily), Matthew Peschio (Kanoa), Larry Wiss (Bill), Kim Miyashiro (Liliana), Sonya Seng (Mandy), Miguel A. Baez Jr. (Akamu), Chris Kim (Officer Kane), Charlotte Dias (Frying Pan Lady), Divine Dennis (Tani Doppleganger).
- Ascolti Italia: telespettatori 1 173 000 – share 5,20%[9]

## Nella tela del ragno
- Titolo originale: Ka 'i'o (DNA)
- Diretto da: Alex O'Loughlin
- Scritto da: Alex O'Loughlin

### Trama
Un agente della CIA incontra la Five-0 e dice loro che un altro agente della CIA è stato trovato morto in Messico con un proiettile corrispondente all'arma di servizio di Doris. A Steve viene ordinato di andare in Messico da solo per trovarla e di uccidere il leader di un potente del cartello. Nel frattempo, mentre è in Messico, Junior segue Steve usando le telecamere di sicurezza e va ad assisterlo. Dopo essersi infiltrati in un deposito del leader del cartello della droga Steve e Junior trovano Doris. Tuttavia, prima che possa convincerla a venire con loro, Steve viene colpito e Doris viene pugnalata a morte dal leader del cartello. È stato rivelato che Doris aveva istituito il leader del cartello, completando con successo una missione di copertura per il governo degli Stati Uniti.
- Guest star: Christine Lahti (Doris McGarrett), Onahoua Rodriguez (Carmen Luca), Richard Concepcion (agente CNP), Stephen Paul Kaplan (Mike), James Beck (Ethan), Benito Martinez (Mateo Dias), Taylor Handley (agente Coen), Luis Antonio Pereira (Imprenditore dell'Autorità Portuale), Danny Ivan (pilota), Alfonso Ceja Sr. (Capitano della barca).
- Ascolti Italia: telespettatori 1 173 000 – share 5,20%[10]

## L'uomo misterioso
- Titolo originale: Ne'e aku, ne'e mai ke one o Punahoa (That Way and This Way Shifts the Sand of Punahoa)
- Diretto da: Carlos Bernard
- Scritto da: Chi McBride e Matt Wheeler

### Trama
Five-0 si allea con un agente della DEA per cercare Ben Tam, un killer il cui aereo si è schiantato nella giungla con cento milioni di dollari di eroina a bordo. Tale criminale riceve l'aiuto di Bishop, altro delinquente. La Five-0 uccide Tam e salva Bishop gravemente ferito. Si scopre che l'agente DEA era anche lui corrotto dal momento che ha ucciso gli sceriffi custodi della droga e trovato un compratore. Per fortuna vengono arrestati. Bishop viene ucciso in ospedale probabilmente per evitare che dia informazioni. Inoltre, Grover è elettrizzato quando sua nipote Siobhan viene a fare un provino per la squadra di basket dell'Università delle Hawaii. La giovane però rischia di non essere presa a causa della sua aggressione nei confronti di una compagna di scuola a Chicago che le è costata l'espulsione. La ragazza in realtà ha agito per difendere la sua amica che rischiava di essere uccisa per aver rifiutato di entrare in una gang di Chicago. Sogna anche di diventare poliziotto come suo zio.
- Guest star: Nia Holloway (Siobhan), Marita De Lara (Coach Paul), Jesse Johnson (Richie Gormican), Walker Haynes (Bishop) Garret T. Sato (Ben Tam), Can Bolay (Mihajlovic), Poasa Aga (Kelo), Ashley Kirk (paramedico Dunlop), Kainoa Li (paramedico Hui), Tyler Tanabe (Pilot), Leia Bullock (Siobhan da bambina), Phil Chang (Clerk), Dean Hamer (Janitor), Metta World Peace (se stesso).
- Ascolti Italia: telespettatori 1 292 000 – share 5,40%[11]

## Ringraziamento con delitto
- Titolo originale: Ka la'au kumu 'ole o Kahilikolo (The Trunkless Tree of Kahilikolo)
- Diretto da: Ron Underwood
- Scritto da: Paul Grellong e Noah Evslin

### Trama
È il giorno del Ringraziamento e mentre Junior e Tani rintracciano il ladro che ha derubato la casa dei suoi genitori, la Five-0 indaga sull'omicidio di George, amato filantropo, e sul furto del suo prezioso albero di Koa. La squadra ritrova i cadaveri dei ladri e parte dell'albero. Infatti, il pezzo mancante nasconde il teschio di una quindicenne tedesca uccisa dai figli di George. Il movente, dell'assassino e l'occultamento del cadavere, era di nascondere l'uso di alcol e droghe e preservare il buon nome del padre per non perdere le ricchezze accumulate. Junior capisce che il ladro è il suo amico d'infanzia Owen, tossicodipendente. Owen restituisce la refurtiva e decide di andare in riabilitazione. Junior scopre la corrispondenza che il padre teneva con il suo superiore durante le missioni in Afghanistan. Questo riavvicina i due. Quindi Danny va a vivere con McGarrett per sostenerlo rispetto alle morti di Joe e sua madre.
- Guest star: Shawn Mokuahi Garnett (Flippa), Lori Pelenise Tuisano (Princess), Dan Amboyer(Preston), Ellen Hollman (Olivia), Kyle Leatherberry (Darren), Kepa Kruse (Caleb), David C. Farmer (George), Frank Hunt Blaney (Leo), Cassandra Hepburn (Lana), Levy Aliifua (Junior da giovane), Ty Elam (Owen da giovane), Atticus Todd (Lolo Joe), Marisol Ramirez (Eileen), Damien Diaz (Owen), Colleen Sayers (cugina Diane), Eric Scanlan (Natano).
- Ascolti Italia: telespettatori 1 377 000 – share 5,80%[12]

## Rivalità
- Titolo originale: O 'oe, a 'owau, nalo ia mea (You and Me; It Is Hidden)
- Diretto da: Kristin Windell
- Scritto da: Paul Grellong e Rob Hanning

### Trama
Tamiko è la fidanzata di Adam. Viene rapita proprio davanti a lui e decide di tenere fuori la Five-0 e infrange tutte le regole per riaverla. Quindi, Five-0 indaga su tre omicidi di Pekelo Aukai, Makaio Keahi, Jon Kalama apparentemente non collegati. Dalle indagini la Five-0 scopre che i tre omicidi sono collegati ad un altro omicidio avvenuto anni or sono. Per questo crimine l'unico colpevole risulta Roger Maliah, che in realtà è innocente. Infatti, la squadra cattura il vero mandante che nel frattempo si era sbarazzato dei tre che potevano scagionare Roger. Adam e Masuda riescono a salvare Tamiko. Però, Masuda viene gravemente ferito e muore. Adam capisce che il rapimento di Tamiko ad opera dei filippini era programmato da Kenji, braccio destro di Masuda, per prendere il comando della Yakuza. Adam rischia la sua carriera nella five-0 visto che il detective Belden trova un collegamento con l'assalto al locale dei filippini.
- Guest star: Brittany Ishibashi (Tamiko), Sonny Saito (Masuda), Fernando Chien (Kenji), Nan McNamara (Maura), Gabriel Ellis (Roger Maliah), Kimberly Estrada (Detective Belden), Will Chen (Pekelo Aukai), Valen Ahlo (Makaio Keahi), Adam Arain (Jon Kalama), Grant Udagawa (Ishii), Edison Erorita (Andrada), Dionysio Basco (Bodhi), Chris Ufland (Brian Disalva).
- Ascolti Italia: telespettatori 1 243 000 – share 5,70%[13]

## La verità
- Titolo originale: Ka i ka 'ino, no ka 'ino (To Return Evil for Evil)
- Diretto da: Karen Gaviola
- Scritto da: Kendall Sherwood

### Trama
La Five-0 indaga su un elicottero turistico abbattuto da un missile partito da un lanciarazzi. L'abbattimento uccide sette persone tra passeggeri e pilota. Si scopre che l'artiglieria usata è stata rubata a Wo Fat, trafficante di armi e vecchia conoscenza di McGarrett. Dall'indagine si comprende che l'obbiettivo era il pilota dell'elicottero. Infatti, dal transponder, risalgono alla rotta dell'elicottero fino ad una riserva tutelata da una no-fly zone. Lì scoprono cadaveri e le casse delle armi rubate. In realtà, Daiyu Mei, vedova di Wo Fat, si è ripresa le armi rubate e intende vendicarsi per la morte di Wo, opera di McGarrett. Adam, dopo il calvario subito nel salvataggio di Tamiko e nel riallacciare i rapporti con la Yakuza, prende una decisione coraggiosa sul suo futuro con Five-0. Infatti restituisce pistola e distintivo per accettare il suo destino come Masuda aveva pronosticato.
- Guest star: Brittany Ishibashi (Tamiko), Fernando Chien (Kenji), Eugenia Yuan (Daiyu Mei), Brian Arthur Cox (autista), Chloe Brooks (Rox), Julien Foures (Howell), Randy Shibuya (Tadashi), Jamal Akakpo (Hugh), Esera Tavai Tuaolo (meccanico).
- Ascolti Italia: telespettatori 1 014 000 – share 4,60%[14]

## Lavoro da spie
- Titolo originale: Ihea 'oe i ka wa a ka ua e loku ana? (Where Were You When the Rain Was Pouring?)
- Diretto da: Katie Boyum
- Scritto da: Peter M. Lenkov e David Wolkove

### Trama
Quando un elenco di agenti della CIA sotto copertura viene rubato, Steve e la Five-0 collaborano con l'investigatore privato Magnum P.I., Higgins, Rick e TC per riaverlo e proteggere la sicurezza nazionale. Scoprono che a rubare l'elenco è stato Daniel Hong, una spia cinese da tempo negli USA, che viene ucciso in uno scontro a fuoco. In realtà la spia voleva vendere l'elenco a un agente della CIA per soldi, che è un collaboratore di Mei. L'elenco è contenuto in una pendrive e necessita di un codice per essere decriptata. Per fortuna la Five 0 e gli altri riescono a recuperarlo evitando che possa finire nelle mani dei cinesi. Inoltre, Higgins dà a Tani alcuni consigli personali sul rapporto tra lei e Junior.
- Guest star: Jay Hernandez (Thomas Magnum), Perdita Weeks (Juliet Higgins), Zachary Knighton (Orville "Rick" Wright), Stephen Hill (Theodore "TC" Calvin), Jason Lee Hoy (Baldy), Melissa Tang (Erin), Jo Sung (Zhou), Chad X Lerma (agente Hollis).
- Nota. Questo episodio costituisce un crossover con l'episodio Misure estreme della serie televisiva Magnum P.I..
- Ascolti Italia: telespettatori 1 395 000 – share 6,60%[15]

## Una lunga partita a golf
- Titolo originale: Loa‘a pono ka ‘iole i ka punana (The Rat Was Caught Right in the Nest)
- Diretto da: Antonio Negret
- Scritto da: Kendall Sherwood e Chris Wu

### Trama
Grover e Five-0 indagano sull'omicidio di Chuck Tsao, trovato morto congelato nella criocamera dello spogliatoio in un campo da golf privato. La vittima era coinvolta in un giro di riciclaggio di milioni di dollari falsi stampati in Corea del Nord e spediti dai porti cinesi. Quando i falsari capiscono che la vittima creava ammanchi di denaro poiché era un incallito ludopatico, decidono di ucciderlo. Grover indaga insieme a Zev Shaham, direttore della sicurezza del club, e arrestano Michael Mayfield, l'assassino di Tsao e invischiato nel giro. Inoltre, McGarrett si unisce a Danny quando rintraccia il padre di Blake, un ragazzo che ha fatto il prepotente con Charlie. I genitori di Blake stanno divorziando e il piccolo si comporta male. Adam si reca in Giappone per incontrare il capo Yakuza e chiedergli di destituire Kenji. Il capo accetta a condizione che Adam rientri nella Five-0 per fare la spia.
- Guest star: Zach Sulzbach(Charlie), Kila Logan (Pakele), Alon Aboutboul (Zev Shaham), Victoria Platt (direttrice della scuola Aki) Alicia Hannah (Ariko), Coby McLaughlin (Luke), Rogelio T. Ramos (Raul Diaz/Ed Ramirez), Paul Lacovara (Michael Mayfield), Logan Ace Jenkins (Blake), Michael Hagiwara (Ryo).
- Ascolti Italia: telespettatori 1 307 000 – share 6,30%[16]

## Passaggio fatale
- Titolo originale: I ho'olulu, ho'ohulei 'ia e ka makani (There Was a Lull, And Then The Wind Began to Blow About)
- Diretto da: Peter Weller
- Scritto da: Peter M. Lenkov e Paul Grellong

### Trama
Poco dopo che Danny incontra al bar la ragazza dei suoi sogni, si ritrovano coinvolti in un incidente automobilistico potenzialmente fatale in una zona lontana dai soccorsi e senza campo. La ragazza ha ferite profonde alle gambe e alla schiena ed è incastrata tra i rottami. Danny tenta di stabilizzare le ferite e riesce a chiamare i soccorsi dopo aver fermato un camionista. Nonostante gli sforzi la donna muore dissanguata. Inoltre, McGarrett arruola Quinn e Tani per aiutare a comprendere quale sia l'evento che ha scatenato la PTSD nel suo cane Eddie. In Afghanistan, il primo operatore di Eddie morì saltando in aria in un campo di fiori viola. La vicina di McGarrett, botanica e professoressa all'università, coltiva nel suo giardino gli stessi fiori che hanno scatenato il ricordo in Eddie. Adam ritorna nella squadra dopo aver chiarito con McGarrett, ma questi trova tutto strano e sospetta che l'amico nasconda qualcosa.
- Guest star: Kate Siegel (Leslie), Roxy Otm (Eka), Presilah Nunez (Sr. Emma Okino), Paul Schackman (dottore Currin), Mark Rolston (Colonnello O'Donnell), Chido Nwokocha (sergente Michaels), Sara Amini (Molly), Mike Ryan (autista).
- Ascolti Italia: telespettatori 1 351 000 – share 6,70%[17]

## Lo scambio
- Titolo originale: He waha kou o ka he'e (Yours Is The Mouth of an Octopus)
- Diretto da: Ian Anthony Dale
- Scritto da: Matt Wheeler e Chi McBride

### Trama
La nipote di Grover, Siobhan, scompare dall'accademia di polizia e si scopre che il suo ragazzo Endo, anche lui recluta di polizia, è un membro sotto copertura della Yakuza e figlioccio di Kenji (avendo scoperto che ha due cellulari). Siobhan vede il suo fidanzato parlare con un altro membro della Yakuza e fornire informazioni su operazioni di polizia, ma viene scoperta e rapita da Endo. Kenji gli dà l'ordine di comportarsi come se fosse un giorno qualunque mentre lui si occupa di far sparire la ragazza. Adam potrebbe essere la sua unica speranza di salvataggio, infatti rapisce Endo dalla sala interrogatori e offre a Kenji uno scambio. Per fortuna tutto va a buon fine anche se la Five-0 è costretta a rinunciare all'arresto del ragazzo . McGarrett continua a sospettare di Adam poiché non crede che la soffiata di spostare tre cadaveri da una fossa comune sia arrivata da Endo ma dal suo amico. Danny incontra la sorella di Johanna la donna dell'episodio precedente.
- Guest star: Nia Holloway (Siobhan), John Harlan Kim (Endo), Fernando Chien (Kenji), Annika Marks (Marie), Enson Inoue (Etsuji), Stephen Lau (Hideo), Alvin Yeh (Haru), Reupena Paopao Sheck (cadetto Kaholo).
- Ascolti Italia: telespettatori 913 000 – share 5,60%[18]

## Schiavi d'amore
- Titolo originale: He kauwa ke kanaka na ke aloha (Man is a Slave of Love)
- Diretto da: Jerry Levine
- Scritto da: Rob Hanning

### Trama
A San Valentino, Tani e Noelani sono tenuti in ostaggio durante una rapina in un minimarket. I due rapinatori, marito e moglie, hanno bisogno di soldi per fare degli esami clinici costosi per via della malattia del marito. Tani convince i due a costituirsi poiché i detenuti hanno l'assistenza sanitaria. Inoltre, Five-0 indaga sull'omicidio di un diplomatico thailandese avvenuto nella sua casa. Lorena, la moglie, confessa l'omicidio visto anche le continue violenze fisiche e morali che subiva da anni. Danny sospetta che stia coprendo il vero assassino. Si presume sia il Dr. Paulson, amante di Lorena (che avendola curata più volte sapeva delle violenze), la pista si rivela falsa visto che il dottore era stato ripreso da una telecamera dall'altra parte della città, la donna confessa di aver mentito per proteggerlo e rischia di tornare in Thailandia. La squadra scopre che il diplomatico aveva prestato servizio a Mumbai per otto mesi e aveva ricevuto denunce per molestie, per aver investito e ucciso una donna e per vendere visti. L'uomo che l'ha ucciso voleva vendicarsi per la morte della donna in India. La squadra riesce a impedire e annullare il rimpatrio di Lorena, che può tornare da Paulson
- Guest star: Shawn Makuahi Garnett (Flippa), Marika Domińczyk (Lorena), Cara Santana (Bonnie), Darnell Kirkwood (Clyde), Sumalee Montano (Yang), David Young (Clerk), Katie Wee (Brooke), Alvin Yeh (Haru), Errol Kane II (se stesso), Houston Rhines (Dr. Paulson), Eddie Anderson (comandante SWAT), Kulani Watson (Ikaika), Jess A. Cruz (Fed).
- Ascolti Italia: telespettatori 1 091 000 – share 5,90%[19]

## Il manoscritto
- Titolo originale: He kohu puahiohio i ka ho‘olele i ka lepo i luna (Like a Whirlwind, Whirling the Dust Upward)
- Diretto da: Karen Gaviola
- Scritto da: Paul Grellong e Matt Wheeler

### Trama
Junior ritorna dalla sua missione con i seal. Lui e Tani si congiungono per la prima volta. Harry Langford, ex agente MI6, ha scritto un libro diventando milionario ed ha assunto un attore per apparire in pubblico al suo posto. Quest'ultimo viene rapito da alcuni criminali al fine di rubargli i soldi. Harry, insieme a Tani e Junior tentano di salvare l'attore. Il piano è pagare i criminali per poi recuperare i soldi con l'aiuto di Maria, spia anche lei. I criminali vengono arrestati ma Maria si tiene i soldi. Il resto della Five-0 indaga su una serie di omicidi che seguono la trama di un favoloso romanzo poliziesco inedito degli anni '20 dal titolo "Assassino nella Colonia" scritto da Maureen Townsend. Per questo, si fanno aiutare dalla professoressa Suzanne e dal suo assistente Kevin esperti della Townsend. Si sospetta di Collin Hessen, che verrà trovato morto. Si scopre che ad architettare tutto sono stati proprio Kevin e Suzanne. Adam ottiene il video in cui Kenji uccide Haru, il contatto yakuza di Adam.
- Guest star: Chris Vance (Harry Langford), John Harlan Kim (Endo), Fernando Chien (Kenji), Enson Inoue (Etsuji), Stephen Lau (Hideo), Alvin Yeh (Haru), Jack Cutmore-Scott (Gabe/Michael Blanton), Suzanne Cryer (Suzanne), Taylor Kowalski (Kevin), Nicole Steinwedell (Maureen Townsend), Preston Jones (Leo), Adam Marcinowski (Marcus), Kurt Caceres (Pelio), Grant Udagawa (Ishii), Eva De Dominici (Maria), Shane Miyashiro (agente Takabashi), Todd Joiner (bidello).
- Ascolti Italia: telespettatori 1 050 000 – share 6,50%[19]

## Il pastore e i pirati
- Titolo originale: Nalowale i ke ‘ehu o he kai (Lost in the Sea Sprays)
- Diretto da: Tate Donovan
- Scritto da: Zoe Robyn, Bisanne Masoud e Talia Gonzalez

### Trama
Adam ottiene finalmente le prove di cui ha bisogno per smantellare l'operazione Yakuza dell'isola una volta per tutte. Deve affrontare i sicari inviati da Kenji che uccide tutti. Cosi insieme alla Five-0 si reca a casa di Kenji e ne nasce una sparatoria, ma il criminale viene comunque arrestato. Racconta a McGarrett tutta la storia su come si è infiltrato nella Yakuza. Inoltre, la Five-0 indaga sull'omicidio del capitano di una nave mercantile dove i pirati si sono spacciati per la Guardia Costiera allo scopo di salire a bordo e rubare soldi e una cassa contenente droga. Junior, Steve e Danny rintracciano la casa dov'è tenuta la droga e ingaggiano un duro scontro a fuoco da cui escono vittoriosi. Quinn aiuta Noelani quando sospetta che suo zio non è morto per cause naturali. Infatti comprendono che lo zio è stato drogato e poi ucciso con monossido di carbonio inscenando un suicidio. A ucciderlo è stato il consigliere Mikala che era in combutta con le gang di spacciatori di droga che lo zio di Noelani contrastava.
- Guest star: Zachary Knighton (Rick Wright), Fernando Chien (Kenji), Jean Ota l (Iolana Cunha), Roy M. Balmilero (Joseph Cunha), Max Phyo (consigliere Mikala), Enson Inoue (Etsuji), Stephen Lau (Hideo), Victor Naval (Akumu), Ian Verdun (capo Mate Lawson), Peter James Smith (dottore Hidoko), Gregory Cruz (Eke Mohoe), Rodney Rowland (Oz), Denny McAuliffe (Lewis), Grant Udagawa (Ishi), Joseph E. Agudo (tecnico CSU), Donavon Frankenreiter (se stesso).
- Ascolti Italia: telespettatori 1 178 000 – 5,80%[20]

## Un passato scomodo
- Titolo originale: E ho‘i na keiki oki uaua o na pali (Home Go the Very Tough Lads of the Hills)
- Diretto da: Geoff Shotz
- Scritto da: Noah Evslin e Rob Hanning

### Trama
La squadra della Five-0 indaga quando un allevatore viene assassinato dopo aver scoperto una fossa con scheletri umani nella sua proprietà proprio dove la leggenda narra della sepoltura di alcune monete d'oro dell'era della Guerra Civile. La leggenda racconta anche di un'accesa faida scatenata dalle monete tra due famiglie: i Makoi e gli Ho'okano. Infatti, dopo che l'allevatore trova la borsa delle monete, alcuni membri della famiglia Makoi decidono di derubare e uccidere l'allevatore. La Five-0 li rintraccia e Steve e Danny li inseguono a cavallo. Presso una baita nel bosco scaturisce un conflitto a fuoco dove i Makoi vengono tutti uccisi. Essendo tutti morti non è possibile trovare la borsa che probabilmente è stata nascosta da qualche parte nei boschi. Inoltre, l'ex figliastra di Quinn, Olivia, si rivolge a lei per chiedere aiuto dopo che suo padre Jake non torna a casa per colpa della sua ludopatia. Jake e Quinn erano sposati. Dopo aver rintracciato Jake, Quinn lo arresta per gioco d'azzardo illegale.
- Guest star: Jimmy Buffett (Frank Bama), Siena Agudong (Olivia), Luka Bayani (Bartender), Mason Manuma (Kaipo), Stephen Chang (Kip), Dave Reaves (Ray), Gina Hiraizumi (Maile), Bart Johnson (Jake), Noa Ah Nee (Abel Ho'okano), Haley Perez (dealer).
- Ascolti Italia: telespettatori 1 082 000 – 6,00%[20]

## Ricordi
- Titolo originale: He puhe‘e miki (A Gripping Cuttlefish)
- Diretto da: Andi Armaganian
- Scritto da: Kendall Sherwood e Chris Wu

### Trama
La Five-0 indaga sull'omicidio di Greg, avvenuto durante una rapina, e la scomparsa di sua moglie Cynthia che viene ritrovata viva, ma incosciente. Si scopre che sono stati vittime dei "rapinatori della gomma forata", dedita a rapinare turisti. In realtà, Greg e Cynthia sono contrabbandieri di diamanti. Quest'ultima dopo aver confermato l'identikit dell'assassino del marito fugge dall'ospedale. Rintracciano il covo dei rapinatori e ne trovano uno ovvero Tenney, in condizioni critiche poiché pestato. Hopkins, il suo complice, cerca di scambiare i diamanti con il denaro. Tenney si riprende e svela il luogo dello scambio. La Five-0 interviene ma si trova in mezzo a una sparatoria tra Fetu, proprietario dei diamanti, e i suoi uomini contro i nuovi acquirenti con Cynthia che vuole uccidere Hopkins. Per fortuna Steve riesce a farla desistere. Tani aiuta Girard Hirsh a restituire una vecchia tabacchiera rubata da suo zio che ora sta accudendo. Le cose si complicano e i due devono dimostrare l'innocenza del suo anziano zio Oscar Hirsch quando è sospettato dell'omicidio della domestica di Tabitha, sua vecchia fiamma, avvenuta nel 1978. A uccidere la domestica è stato Stanley, ricettatore di Oscar, che non voleva rinunciare al colpo. Inoltre, Tani e Junior hanno il loro primo bisticcio.
Steve riceve la chiamata di Claypool, che arriverà sull'isola tra due giorni per consegnargli un plico lasciato da sua madre come eredità.
- Guest star: Willie Garson (Gerard Hirsch), Michael Nouri (Oscar Hirsch), Lawrence Pressman (Stanley), Patty McCormack (Tabitha), Andrea Bogart (Cynthia), Jon Mollison (Greg), Gary Nohealii Neil (Hopkins), Adam Rogers (Tenney), Kaleti Williams (Fetu), Rafael Cabrera (DiMarzo), Samson Moeakiola (Lono), Wayne Silva (agente Kanapele), Ixchel Samaniego (infermiera Therese), Anthony Armatrading (Claypool).
- Ascolti Italia: telespettatori 1 202 000 – 5,70%[21]

## Messaggio in codice
- Titolo originale: A 'ohe ia e loa'a aku, he ulua kapapa no ka moana (He cannot be caught for he is an ulua fish of the deep ocean)
- Diretto da: Roderick Davis
- Scritto da: Peter M. Lenkov e David Wolkove

### Trama
Steve riceve da sua madre una lettera postuma contenente un codice che deve essere decifrato. Intanto la Five-0 deve indagare su un caso di un anonimo buon samaritano che è nel mirino di alcune persone molto pericolose poiché interviene per salvare una madre e suo figlio presi in ostaggio da due rapinatori che hanno bisogno di cure mediche. Il buon samaritano uccide uno dei rapinatori mentre l'altro scappa. Dalle indagini scaturisce che il buon samaritano è Lincoln Cole, un marine decorato per le sue missioni di antiterrorismo, ma che è scappato poiché si incolpa della morte di alcuni suoi uomini durante una missione che si era rivelata un'imboscata. Purtroppo l'uomo che ha ucciso è Marc, il fratello del noto boss locale Hector Acosta. Si nasconde da Phillips, un sergente maggiore in pensione, che lo aiuta per fuggire alle autorità e per proteggere il suo anonimato. Steve e Junior riescono ad arrestarlo dopo un duro scontro. Il boss nel frattempo consegna a una giornalista un video in cui minaccia di uccidere la donna e il figlio salvato da Cole se questi non si consegna nelle sue mani. La polizia militare prende in custodia Cole poiché considerato un'assenteista. Cole riesce a fuggire dalla custodia e a recarsi sul luogo dello scambio. Salva la donna e il figlio ma viene circondato dagli uomini del boss. L'intervento della Five-0 ribalta la situazione salvando Cole. Quest'ultimo nonostante l'aggressione ai tre militari della custodia cautelare viene lasciato in libertà finché non verrà riesaminato il suo caso per la diserzione. Danny scopre un ladro in casa di Steve, ingaggia una lotta ma il ladro fugge con la busta.
- Guest star: Lance Gross (Lincoln Cole), Chuck Norris (sergente maggiore Phillips), Lobo Sebastian (Hector Acosta), Diana Lu (Sylvia), Zayne Eveland (Manu), John Orantes (Marc), Sean Rosales (Lester), Malika Dudley (reporter), Leonard Roberts (capitano Ingram), Russell Subiono (guardia di sicurezza), Ryan Finley (maggiore), Ed Dearmore (negoziante), Emme Tomimbang (signora con la spesa), Michael Castillo (delinquente #1), Anthony Armatrading (Claypool).
- Ascolti Italia: telespettatori 1 233 000 – 6,60%[21]

## Aloha (arrivederci)
- Titolo originale: Aloha (Goodbye)
- Diretto da: Duane Clark
- Scritto da: Peter M. Lenkov, David Wolkove e Matt Wheeler

### Trama
Dieci anni fa, Wo Fat, sua moglie Daiyu Mei e Victor Hesse congegnano un piano per liberare Anton il fratello di quest'ultimo. Quindi rapiscono John McGarrett, padre di Steve, per scambiarlo con Anton che purtroppo muore in un attentato al convoglio che lo trasporta. Di conseguenza Victor uccide John. Oggi Cole e Steve rintracciano un analista in grado di decifrare il codice di Doris, ma Danny viene rapito e ferito da Daiyu Mei, anche lei interessata al codice. Cosi Steve dà a Mei ciò che vuole in cambio della posizione dell'amico, ma la donna di nascosto ordina ai suoi uomini di uccidere Danny che riesce a salvarsi ma viene ferito da un proiettile e necessita di un'operazione chirurgica, grazie alla quale se la caverà. Cole avendo fatto una copia del codice, si reca dall'analista con Quinn, trovandolo morto, ma riescono a farlo decifrare. Il codice è la posizione della falsa tomba della madre di Steve in cui sono nascosti molti soldi, appartenuti a Wo Fat. Mei tenta di scappare con i soldi ma la Five-0 riesce a fermarla ed arrestarla. Alcune settimane dopo, Danny è finalmente uscito dall'ospedale, ma Steve ha bisogno di prendersi una lunga pausa e saluta tutti i membri della squadra lasciando Cole a proteggere il fortino e parte in aereo raggiunto da Catherine, capendo che ha decifrato lei il codice.
- Guest star: Michelle Borth (Catherine Rollins), Lance Gross (Lincoln Cole), Eugenia Yuan (Daiyu Mei), William Sadler (John McGarrett), James Marsters (Victor Hesse), Mark Dacascos (Wo Fat), Michael Hagiwara (Ryo), Amelia Cooke (capo dottoressa), Robert Law (infermiera), Geraldo Morales (passeggero aereo).
- Ascolti Italia: telespettatori 1 103 000 – 7,80%[21]